# På nyårsdagen 1838
På nyårsdagen 1838 (eller Ensam i bräcklig farkost) är en av Erik Gustaf Geijers mest berömda dikter. Professor Geijer hade fram till 1838 varit en av den svenska konservatismens stora män, men nu anslöt han sig till liberalerna, och detta steg väckte stort uppseende. Geijer sammanfattade sina känslor i denna korta, expressiva dikt, som av någon kallats "kampsång för inbitna individualister." Någon inbiten individualist var Geijer inte ("inte ett jag utan ett du" lydde hans filosofi), men det är inte att undra på om han kände sig ensam när hans forna vänner nu tog avstånd ifrån honom.